# فیلیپ گودو
فیلیپ گودو (فرانسوی: Philippe Godeau‎) تهیه‌کننده فیلم، کارگردان و فیلم‌نامه‌نویس اهل فرانسه است.

## قسمتی از فیلمشناسی
- بد کمپانی (۱۹۹۹)
- ۱۱٫۶ (۲۰۱۳)
- خانواده اجاره‌ای (۲۰۱۵)
- از روی درماندگی (۲۰۱۶)